# 1346 Gotha
1346 Gotha è un asteroide della fascia principale. Scoperto nel 1929, presenta un'orbita caratterizzata da un semiasse maggiore pari a 2,6303403 UA e da un'eccentricità di 0,1768847, inclinata di 13,83537° rispetto all'eclittica.
Il nome fa riferimento all'omonima città della Turingia.